# 2024年秘鲁地震
世界协调时间2024年6月28日5时36分36.2秒秘鲁西岸近海发生了一次7.2级的地震，震源深度28千米，最大烈度为修订麦加利式地震烈度表中的VIII级。太平洋海啸预警中心已对秘鲁海岸发出海啸警报。该地震造成23人受伤。

## 构造背景
南美洲西部近海有长达7000多公里的南美弧，该地质构造由智利南部延伸至巴拿马南部的巴拿马断裂带附近，是纳斯卡板块和南美洲板块间的板块边界。这条消亡边界是安第斯山脉抬升的主要原因，也是南美洲西部地区频繁的火山地震活动的重要诱因。相对于较稳定的南美洲板块，纳斯卡板块略微向东北俯冲位移，板块漂移平均速度约80 - 65毫米/年。在地壳和板间构造的影响下，南美洲大多数大地震的震源深度都在0千米到70千米之间。
纳斯卡板块的俯冲在几何上十分复杂，影响着南美洲西部边缘的地质和地震活动。俯冲带纳斯卡板块的中等深度区域可以根据它们在南美板块下的俯冲角度分为五个部分。三段为拥有陡峭的俯冲带，另外两段为近水平俯冲带。厄瓜多尔北部、秘鲁南部至智利北部和智利南部的纳斯卡板块以25°到30°的角度下降到地幔中。相比之下，厄瓜多尔南部到秘鲁中部，以及智利中部地下的板块以大约10°或更小的浅角度俯冲，这使得大型逆冲型地震的发生成为可能。在这些“平板”俯冲区域，纳斯卡板块在继续下降到地幔之前水平移动了几百公里，并且被覆盖在南美板块上的地壳活动的延伸区域所笼罩。 
发生此次地震的秘鲁位于南美洲西部，濒临太平洋，位于环太平洋火山地震带上，地震频发。除本次地震外，近年该地区附近还曾发生过2005年秘鲁北部地震、2007年秘鲁地震和2014年秘鲁地震等多次较大地震。

## 影响
23人受伤，阿雷基帕省14人，伊卡大区9人。14所房屋、6所学校和2座桥梁受损，卡拉韦利省停电。在阿亚库乔，一些房屋被摧毁，岩石崩塌。

## 海啸
在PTWC的非美国加拿大的第一版海啸预警中，认为本次地震不会引发海啸。随即在第二版05:36（UTC）警报中，对秘鲁沿岸发出国际海啸预警，认为那里可能会出现1至3米的海啸。并于随后6:46（UTC）解除，并在阿雷基帕刚观测到0.20米的海啸。